# Isothecium pendulum
Isothecium pendulum là một loài rêu trong họ Brachytheciaceae. Loài này được Brid. mô tả khoa học đầu tiên năm 1827.